# آیا این عاشقانه نیست
آیا این عاشقانه نیست (انگلیسی: Isn't It Romantic) یک فیلم در ژانر کمدی رمانتیک و فانتزی است که در سال ۲۰۱۹ منتشر شد. ربل ویلسون بازیگر نقش اصلی و لیام همسورث، آدام دیواین و پریانکا چوپرا در نقش‌های مکمل در فیلم حضور دارند.
آیا این عاشقانه نیست در ۱۳ فوریه ۲۰۱۹ توسط برادران وارنر در سینماهای ایالات متحده اکران شد و توسط نتفلیکس در ۲۸ فوریه به صورت بین‌المللی توزیع گردید. فیلم بیش از ۴۸ میلیون دلار فروش در مقابل بودجه ۳۱ میلیون دلار‌ی‌اش کسب کرد و به طور کلی با نقدهای مثبتی از سوی منتقدان همراه بود.

## داستان
ناتالی معماری است که زندگی آرامی دارد، او اعتماد به نفس ندارد و از فیلم‌های کمدی رمانتیک متنفر است. دوست او ویتنی که طرفدار فیلم‌های کمدی رمانتیک است، معتقد است که جاش عاشق ناتالی است، اما ناتالی این ایده را احمقانه می‌خواند و آن‌را رد می‌کند. وقتی ناتالی در یک ایستگاه قطار مورد سرقت قرار می‌گیرد و به سرش ضربه می‌خورد، در داستانی کمدی رمانتیک به هوش می‌آید، ناتالی متوجه می‌شود که با پیدا کردن عشق واقعی می‌تواند به دنیای واقعی بازگردد. او به مرور یاد می‌گیرد که قبل از دوست داشتن شخص دیگری، نخست باید خودش را دوست داشته‌باشد.

## بازیگران
- ربل ویلسون در نقش ناتالی
- آدام دیواین در نقش جاش
- لیام همسورث در نقش بلیک
- پریانکا چوپرا در نقش ایزابلا
- بتی گیلپین در نقش ویتنی
- تام الیس در نقش دکتر تاد
- جنیفر ساندرز در نقش مادر ناتالی